# Didi Zill
Dieter Zill, (né en 1938 à Berlin), connu sous le nom de Didi Zill, est un photographe allemand.

## Biographie
Didi Zill se fait d'abord connaître par son groupe Didi & his ABC Boys qui fait dans la beat à la manière des Beatles qui seront repris pour un album d'adaptations en allemand, Beat from Berlin, en 1965. Le groupe fait la première partie des tournées dans les années 1960 de Bill Haley, Little Richard ou The Rolling Stones. Après la séparation, Diter Zill devient disc-jockey.
Dans les années 1970, il sort plusieurs singles sous différents pseudonymes et un album.
En 1969, il intègre le magazine Bravo et devient photographe et rédacteur des photos. Il photographie lors de son premier voyage aux États-Unis Sonny and Cher, Creedence Clearwater Revival ou encore les acteurs de la série Le Grand Chaparral. Les années suivantes, il rencontre Neil Diamond, Ike & Tina Turner, Jethro Tull, Baccara, Peter Fonda, Ringo Starr, Paul McCartney, Pink Floyd, Queen et Deep Purple. Pour The Bellamy Brothers, Deep Purple, Peter Maffay, l'équipe d'Allemagne de football, Udo Jürgens et Boney M., il conçoit les pochettes d'albums et de singles.
Parmi les artistes avec lesquels il collabore pendant les années 1980, il y a Depeche Mode, Duran Duran, Cyndi Lauper, Shakin' Stevens, Culture Club ainsi que les représentants de la Neue Deutsche Welle comme Nena, Markus, Ideal, Trio, Kraftwerk ou Nina Hagen.
Pendant les années 2000, il publie des compilations selon les artistes qu'il a photographiés chez Schwarzkopf & Schwarzkopf Verlag.

## Discographie
- Didi & his ABC Boys : Beat aus Berlin. 1965
- Didi Zill : Hoch lebe Rock´n Roll/Fremder 1976
- Didi Zill : Chantilly Jane/Bye Bye Daddy 1977
- Didi Zill : Rock´n Roll Made in Germany/Das Erste Mal 1977
- Didi Zill : Leslie/Teenage Star 1978
- Didi Zill : Video Killed the Radio Star/Ich bin nicht der Stoff aus dem.. 1979
- Didi Zill : Rock´n Roll made in Germany LP 1977

## Source de la traduction
- (de) Cet article est partiellement ou en totalité issu de l’article de Wikipédia en allemand intitulé « Didi Zill » (voir la liste des auteurs).